# Хайнрих I фон Фрайзинг
Хайнрих I фон Фрайзинг (на немски: Heinrich I. von Freising; * ок 1065; † 9 октомври 1137) е от 1098 до 1137 г. 21. епископ на Фрайзинг.

## Биография
Хайнрих е граф на Понгау-Тенглинг, произлиза от фамилията Пайлщайн, странична линия на стария баварски род Зигхардинги. Той е по-малък син на Фридрих I фон Понгау (* ок. 1030; † 17 юли 1071), граф на Тенглин и Залцбургау, и съпругата му Матилда фон Фобург от род Рапотони (* ок. 1045/50; † 30 септември 1125), единствена дъщеря на маркграф Диполд I в Аугстгау (Диполдинги)..
През 1098 г. Хайнрих става епископ на Фрайзинг след Мегинвард († 28 април 1098). По време на борбата между императора и папата той е на страната на император Хайнрих V.
Хайнрих е сватосан с маркграф Леополд III Австрийски и така има влиятелни връзки, които му помагат в борбата му за влияние с верния на папата архиепископ на Залцбург Конрад I фон Абенберг († 9 април 1147). През 1122 г. той се подчинява на новия папа Каликст II.
Последван е през 1138 г. от Ото фон Фрайзинг.